# جبل ثغب
جبل ثغب جبل من سلسلة جبال مدين في السعودية، يقع بالقرب من مدينة ضبا في منطقة تبوك، ويبلغ ارتفاعه 1,889 م (6,198 قدم).